# モハメド・ムイズ
モハメド・ムイズ（公式英字表記: Mohamed Muizzu、ディベヒ語: މުޙައްމަދު މުޢިއްޒު, ラテン文字転写: Muḥammadhu Mu'izzu、1978年6月15日 - ）は、モルディブの政治家。第8代大統領（2023年 - ）。親中派として見做されている。マレ市長在職中に 2023年モルディブ大統領選挙候補者に指名され、当時のイブラヒム・モハメド・ソーリフ大統領を54%対46%で破った。ディベヒ語読みに倣ってムハンマド・ムイズとも呼ばれる。

## 来歴
2001年にロンドン大学で構造工学の修士号を取得後、リーズ大学で土木工学の博士号を取得。2009年にはPM協会から建築に関するプロジェクトマネジメント認定も取得している。
2012年、ムイズはモハメド・ワヒード・ハサン政権下で住宅環境大臣に就任した。住宅環境省は数ヶ月後に再編され、住宅インフラ省に改名された。2013年に発足したアブドゥラ・ヤミーン政権でも同職に任命された。ムイズはシナマーレ橋を含む同国の開発計画を指導している。この橋はモルディブ史上初の島間橋でもあった ムイズはマレの街路整備でアスファルト舗装技術の導入と、新しい建築基準の施行も行っている。2021年、ムイズは当時与党だったモルディブ民主党の候補アナス・アブドゥル・サッタルを破って、マレ市長に選出された。2023年には、2019年にマネーロンダリングの罪で勾留されたアブドゥラ・ヤミーン前大統領の意向を受け、ムイズは野党連合の一部である人民国民会議の大統領候補に指名される。ムイズは就任前のテレビ取材で、インド軍は全員モルディブから撤退すべきだと述べている。モルディブ国防省は、2021年の時点で約75人のインド人職員が国内に拠点を置いていると批判した。
2023年11月17日にモルディブ第8代大統領へ就任すると、2024年1月に訪中。習近平国家主席と会談。同年5月にはモルディブに駐留していたインド軍関係者全員を撤退させるなど。一時はインドとの関係について希薄化を進めた。しかし、インドからの観光客急減して国内経済に悪影響が生じると態度を一転。インドに歩み寄りをみせ、同年10月、通貨交換協定を締結、FTAの協議を開始。記者会見でムイズは「インドは重要なパートナーだ」と答えた。
2025年5月3日、10時から開始した記者会見について、14時間54分にわたって行ったことから、これまで保持していたウクライナ大統領のウォロディミル・ゼレンスキーによる世界記録（14時間）を更新したことを同月4日にモルディブの大統領府が明らかにした。